# Mordellistena bicoloripes
Mordellistena bicoloripes es una especie de coleóptero de la familia Mordellidae. La especie fue descrita científicamente por Píc en 1937.

## Subespecies
- Mordellistena bicoloripes apicalis Píc, 1937
- Mordellistena bicoloripes bicoloripes Píc, 1937

## Distribución geográfica
Habita en Madagascar.